# Hilary Shepard
Hilary Shepard (née le 10 décembre 1959) est une actrice et chanteuse américaine. Elle commence sa carrière au milieu des années 1980, en tant que co-chanteuse et percussionniste dans le groupe de filles American Girls, avant de devenir actrice dans les films : Amours de vacances (1982), Private Resort (1985), Coup double (1986), Le Dindon de la farce (1988), Scanner Cop (1994), Theodore Rex (1996), Power Rangers Turbo, le film (1997), La Famille Addams : Les Retrouvailles (1998), 40 ans, toujours puceau (2005), Going Shopping (2005) et Paradox (2018).
Elle s’est également illustrée en tant qu’actrice dans les séries : Star Trek: Deep Space Nine (1996) ou encore Power Rangers : Turbo (1997).
Elle est aussi intervenue en tant que vedette invitée dans de nombreuses séries telles que : Les Craquantes (1989), La Fête à la maison (1992), Roswell (1999), Totalement jumelles (2001), Preuve à l'appui (2002) et Les Experts (2002).

## Biographie
Au milieu des années 1980, Shepard est co-chanteuse et percussionniste dans le groupe féminin American Girls. À l’origine, American Girls était un projet cinématographique qui a pris de l’ampleur. Après quelques changements de personnel et plus de répétitions, le groupe a subi de nombreuses comparaisons avec The Go-Go's, qui étaient populaires à l’époque et également assignés au même label : IRS Records. Cependant, American Girls a mis en vedette des vétérans de la scène du groupe de toutes les femmes, y compris Brie Howard et Miiko Watanabe. La troupe n’a enregistré qu’un seul album, qui était destiné à être une démo, mais qui a été pressé sur vinyle dans sa forme originale. Cet album est sorti en mars 1986,. La couverture montre le groupe dans une chambre d’hôtel, avec de l’alcool, un jeu de cartes et une copie de The National Enquirer. La vidéo de leur single American Girl a été diffusée sur MTV. Leur chanson Androgynous est apparue dans le film Coup double (1986) et la chanson American Girl est apparue sur la bande sonore pour Out of Bounds. Le groupe a également fait les dates de tournée pour The Lords of the New Church en 1986.
Lorsque ce groupe a pris fin, elle a commencé à jouer, apparaissant dans de nombreux films et séries télévisées.

## Carrière
En 1990, elle joue dans le film Peacemaker aux côtés de Robert Forster.
En 1992, elle est invitée dans deux épisodes de la sixième saison de La Fête à la maison. En 1994, elle joue Zena dans le film Scanner Cop. En 1996, elle interprète deux personnages dans la série Star Trek: Deep Space Nine. La même année, elle joue dans le film Theodore Rex avec Whoopi Goldberg. Bien qu’initialement destiné à la sortie en salle, le film est passé directement à la vidéo, et par conséquent est devenu le film direct à la vidéo le plus cher jamais réalisé au moment de sa sortie,,.
Shepard est peut-être mieux connue pour son rôle récurrent de la méchante reine pirate : Divatox, dans la franchise Power Rangers, en commençant par : Power Rangers Turbo, le film. Au cours de la première moitié de la saison Power Rangers : Turbo, Shepard a été remplacé par l’actrice Carol Hoyt dans le rôle de Divatox, lors de son congé maternité. En 1998, elle joue dans le téléfilm La Famille Addams : Les Retrouvailles, aux côtés de Tim Curry, Daryl Hannah, Haylie Duff et Ed Begley Jr,. Sorti uniquement sur VHS et LaserDisc, le film n’a jamais été sorti en DVD.
En 1999, elle obtient un rôle majeur dans le film La Grande Avalanche. 
Shepard interprète un des rôles principaux dans le film Learns to Swim de Jurgen Vsych.
En 2005, elle participe à la superproduction 40 ans, toujours puceau avec Steve Carell, Paul Rudd et Seth Rogen. Le film a reçu des critiques positives et a engrangé plus de 177 millions de dollars dans le monde sur un budget de 26 millions de dollars. La même année, elle est apparue dans le film romantique Going Shopping, qui comprend en vedette Mae Whitman. Le film n'a connu qu'une sortie limitée dans 6 salles de cinéma aux États-Unis et a rapporté 31 900 $ au box-office américain. Il obtient 40 % de critiques positives, avec une note moyenne de 5/10 et sur la base de 30 critiques collectées, sur le site Rotten Tomatoes. Sur Metacritic, il obtient un score de 56/100 sur la base de 15 critiques collectées.
En 2016, elle a joué dans le téléfilm Un mari en cadeau de Noël, aux côtés d’Eric Roberts, de Vivica A. Fox et de Jackée Harry.
En 2017, elle a joué dans le court métrage The Order, aux côtés d’autres anciens membres de Power Rangers,,.
En 2018, elle apparait dans le film musical Paradox de Netflix avec Neil Young et Willie Nelson.

## Filmographie

### Cinéma
- 1982 : Amours de vacances : La fille au feu de camp
- 1984 : Weekend Pass : Cindy Hazard
- 1985 : Private Resort : Shirley
- 1985 : Le dernier missile : La chef des motards
- 1986 : Coup double : Sandy
- 1987 : Hunk : Alexis Cash
- 1988 : Le Dindon de la farce : Cissy
- 1989 : Les scouts de Beverly Hills : Vendeuse
- 1990 : Peacemaker : Dori Caisson
- 1992 : I Don't Buy Kisses Anymore : Ada Fishbine
- 1994 : Scanner Cop : Zena
- 1996 : Theodore Rex : Sarah Jiminez
- 1996 : Last Exit to Earth : Lilith
- 1997 : Power Rangers Turbo, le film : Divatox
- 1999 : La Grande Avalanche : Annie
- 2001 : Ophelia Learns to Swim : Virginia Svelte
- 2005 : 40 ans, toujours puceau : La femme au bar
- 2005 : Going Shopping : Shopper

### Téléfilms
- 1993 : L'Attaque de la femme de 50 pieds : Infirmière
- 1998 : La Famille Addams : Les Retrouvailles : Katherine Adams
- 2016 : Mon dangereux colocataire : Louise
- 2016 : 666: Teen Warlock : Rogers
- 2016 : Un mari en cadeau de Noël : Natasha Tate
- 2018 : The Wrong Friend : Mrs. Andrews
- 2018 : Liaison interdite avec mon étudiant : Mrs. Peterson
- 2021 : The Wrong Fiancé : Detective Connelly
- 2021 : Deceived by My Mother-In-Law : Bridget
- 2021 : Mommy's Deadly Con Artist : Bridget

### Séries télé
- 1989 : Sacrée Famille : Yvette
- 1989 : Les Craquantes : Yvonne
- 1992 : La Fête à la maison : Julie
- 1996 : Star Trek: Deep Space Nine : Lauren / Hoya
- 1997 : Power Rangers : Turbo : Divatox
- 1998 : Power Rangers : Dans l'espace : Divatox
- 1999 : Roswell : Infirmière Susan
- 2001 : Totalement jumelles : Date with sock puppet
- 2002 : Preuve à l'appui : Trudi
- 2002 : Les Experts : Ms Del Nagro